# Richard Egarr
Richard Egarr es un director de orquesta, clavecinista, organista, fortepianista y pianista británico. Es el director de la orquesta de la Academy of Ancient Music.

## Estudios
Inició su formación musical como coralista cuando era niño en York Minster y en la Chetham's School of Music en Mánchester.
Más tarde, fue un erudito en órganos en el Clare College de Cambridge y estudió en la Guildhall School of Music & Drama. Sus estudios con Gustav Leonhardt inspiró aún más su trabajo en el campo de la interpretación históricamente informada.

## Trayectoria
Egarr ha trabajado con todo tipo de instrumentos de teclado y ha interpretado un repertorio que va desde tablaturas de órgano del siglo XV hasta Dussek y Chopin en pianos primitivos, y Berg y Maxwell Davies en pianos modernos.
En 2006 fue nombrado para suceder a Christopher Hogwood como director de la Academy of Ancient Music durante el periodo de 2006–07 (Hogwood asumiendo el título de Director Emérito). Durante muchos años fue director de la Academia de Begijnhof, con sede en Ámsterdam.
Frecuentemente ha sido director invitado de otros conjuntos como Handel y Haydn Society y Tafelmusik, toca con varias orquestas como las orquestas de cámara escocesa, sueca y australiana hasta la Filarmónica de Róterdam, Berlin Konzerthausorchester y la Sinfónica de Dallas. En el campo operístico, ha planeado dirigir La finta giardiniera de Mozart con la Academy of Ancient Music en el Centro Barbican y el Théâtre des Champs-Élysées, y Il signor Bruschino de Rossini con la Academia de Ópera de Holanda.
Hizo su debut en Glyndebourne en 2007 dirigiendo una versión escenificada de la Pasión según San Mateo de Bach. Como músico de cámara, según Gramophone, formó un "dúo sin igual para violín y teclado" con el violinista Andrew Manze.

## Discografía
Graba exclusivamente para Harmonia Mundi USA, con una discografía de más de 30 títulos. Su producción en solitario incluye obras de Frescobaldi, Gibbons, Couperin, Purcell, Froberger, Mozart y J. S. Bach (Variaciones Goldberg y El clave bien temperado). Tiene una impresionante lista de grabaciones galardonadas con Andrew Manze, incluidas sonatas de Bach, Biber, Rebel, Pandolfi, Corelli, Handel, Mozart y Schubert. Con la Academia de Música Antigua, grabó los conciertos para clave de J. S. Bach y los conciertos de Brandenburgo. En el año 2009 de Handel, completaron una serie de siete discos de Handel que incluyen la música instrumental Opp.1, 2 y 5, el Concerti grossi Op.3 (que ganó un Gramophone Award en 2007) y los Conciertos para órgano Op.4 (Premio MIDEM y Premio Edison 2009) y Op.7.